# Rocky Graziano
Rocky Graziano (nascido como Lucca Rocco Barbella; Brooklyn, 1 de janeiro de 1919 – Nova Iorque, 22 de maio de 1990) foi um boxeador americano. Graziano foi considerado um dos maiores boxeadores da história do boxe, muitas vezes nocauteando o seu adversário com um único soco. Ficou na 23ª posição na lista da revista Ring, como um dos maiores nocauteadores de todos os tempos.
A história da vida de Graziano, foi retratada em um filme premiado com um Óscar no ano de 1956, com o título Marcado pela Sarjeta, baseado em sua autobiografia de 1955. O filme foi estrelado por Paul Newman, e dirigido por Robert Wise.